# Zlatan Ljubijankić
Zlatan Ljubijankič (15 de diciembre de 1983, Liubliana) es un futbolista esloveno. Juega en la posición de delantero y se encuentra sin equipo tras abandonar el Urawa Red Diamonds de Japón. También ha jugado en la selección de fútbol de Eslovenia.

## Trayectoria
Antes de su llegada a Bélgica, Ljubijankič jugó cinco años en el NK Domžale de Eslovenia, donde consiguió el título de liga, la supercopa y también el premio al mejor jugador esloveno, otorgado por la prensa del país, en el año 2007.
En enero de 2008 fichó por el Gent a cambio de un millón de euros. Su actuación en esa media temporada no fue muy destacada, al disputar solo 7 partidos, sin anotar ningún gol, a causa de una operación de menisco. Durante la temporada 2008-09 tuvo más protagonismo en el equipo, jugando 22 partidos y marcando 9 goles, a pesar de sufrir una nueva lesión de rodilla.

## Selección de Eslovenia
Ljubijankič es internacional absoluto con Eslovenia desde el año 2006. En 2010 formó parte del equipo que disputó la Copa Mundial de Fútbol de 2010 en Sudáfrica, anotando un gol en el partido de la primera fase ante Estados Unidos.

### Participaciones en Copas del Mundo
| Mundial                        | Sede      | Resultado    |
| ------------------------------ | --------- | ------------ |
| Copa Mundial de Fútbol de 2010 | Sudáfrica | Primera fase |